# Aglomeració Lorient
Aglomeració Lorient (en bretó An Oriant Tolpad-kêrioù) és una estructura intercomunal francesa, situada al departament d'Ar Mor-Bihan a la regió Bretanya, dins el País de Lorient. Té una extensió de 477,35 kilòmetres quadrats i una població de 185.955 habitants (2008). També és una de les comunitats de municipis que ha signat la carta Ya d'ar brezhoneg.

## Composició
L'Aglomeració Lorient aplega 19 comunes :

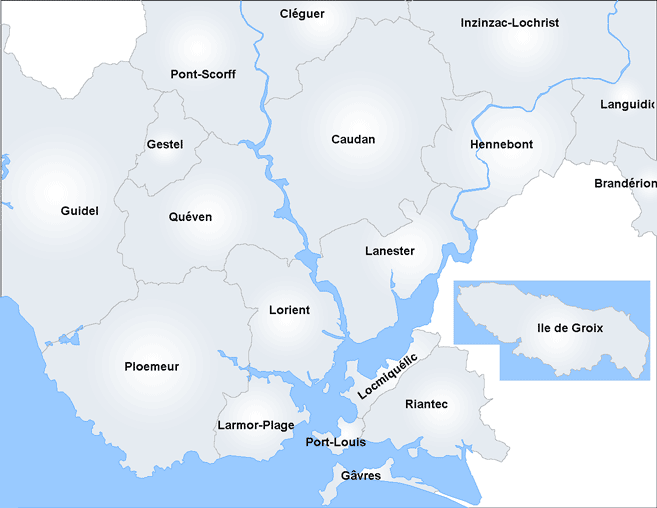
Lorient Agglomération

- Brandérion
- Caudan
- Cléguer
- Gâvres
- Gestel
- Groix
- Guidel
- Hennebont
- Inzinzac-Lochrist
- Lanester
- Languidic
- Larmor-Plage
- Locmiquélic
- Lorient
- Ploemeur
- Pont-Scorff
- Port-Louis
- Quéven
- Riantec.

## Descripció
Aglomeració Lorient és la tercera aglomeració de la regió Bretanya, amb 190.000 habitants i 19 comunes i la quarta de la Bretanya històrica. Gràcies a la seva ubicació i el seu patrimoni marítim, la ciutat de Lorient s'ha girat a la mar i a les activitats emergents. És en aquest sentit que s'ha encoratjat el desenvolupament econòmic centrat en el desenvolupament de tecnologia i know-how en àrees com la pesca, la construcció naval, el turisme o les noves tecnologies.
Dos conceptes impulsen l'estratègia de la ciutat. El "mar, port, valls" defineix clarament la identitat geogràfica del territori, els seus atractius turístics i l'ambició d'un desenvolupament equilibrat. Les accions respectuoses dels diversos components del territori i la seva riquesa mediambiental, com s'il·lustra la política de tria i tractament de residus, la requalificació de l'espai costaner, el transport públic, l'adopció d'una Carta del medi ambient i desenvolupament sostenible.

## Història
- 11 de desembre de 1973: creació del SIVOM del Pays de Lorient que agrupa les comunes de Caudan, Lanester, Lorient, Larmor-Plage, Ploemeur i Quéven. Es posa en funcionament una intercomunalitat de serveis amb competències en transports, seguretat e incendis i tractament de residus.
- 22 de novembre de 1990: el Districte succeeix al SIVOM
- De 1991 a 1999, s'hi afegeixen 11 noves comunes : Pont-Scorff, Gestel, Inzinzac-Lochrist, Hennebont, Guidel, Port-Louis, Gâvres, Riantec, Brandérion, Cléguer i Groix.
- gener de 2000 : neix de la comunitat d'aglomeració del Pays de Lorient que pren el nom de Cap l'Orient
- 2 d'abril de 2012: l'agrupament de comunes pren el nom d'Aglomeració Lorient.[3]